# 有馬氏弘
有馬 氏弘（ありま うじひろ）は、下野吹上藩の第2代（最後）の藩主。氏倫系有馬家10代。

## 生涯
嘉永3年（1850年）、旗本3500石の有馬則篤の次男として生まれる。
文久2年（1862年）、下野吹上藩主有馬氏郁が死去した際、その子の邦丸が2歳という幼少のため、同族の氏弘が養子として迎えられて家督を継いだ。12月16日に従五位下・兵庫頭に叙位・任官した。
元治元年（1864年）の天狗党の乱に際して、天狗党が下野大平山に侵攻したとき、足利藩と折衝を務めている。
慶応4年（1868年）の戊辰戦争では新政府に恭順し、奥州に出兵した。明治2年（1869年）3月、江戸藩邸の家老が若年の氏弘を欺き、軍費や手当金で私腹を肥やしているとして、9名の藩士が家老を殺傷するという事件が起こっている。6月23日、版籍奉還により知藩事に任じられ、同時に戊辰戦争の恩賞として賞典金2000両を与えられた。明治4年（1871年）7月14日の廃藩置県で知藩事職を免官される。
明治9年（1876年）12月14日、養母の鎮（瑶光院、氏郁の正室）に家督を譲って隠居し、有馬家と離縁した。明治10年（1877年）、知藩事在職中に家臣に重傷を負わせ、死に至らしめたとして拘留された。おそらくは前述の藩士による家老殺傷事件に本人も関わっていたものと推測される。翌年、事件から5年以上経ってしまっているとして処罰を免れた。（但し太政類典によれば、知藩事在職中に有馬氏弘はこの事件の責任を取る形で明治2年5月12日から同年9月28日まで謹慎と10日間の閉門の刑罰が執行されている。）
有馬家の家督を継いだ鎮（瑶光院）は、明治10年（1877年）12月に筑後久留米藩主有馬頼咸の七男頼之を養子とし、家督を相続させている。

## 系譜
父母
- 有馬則篤（実父）
- 有馬氏郁（養父）

正室、継室
- 釟子 - 本堂親久の娘（正室）
- 敏 - 松平乗喬の娘（継室）

養子
- 有馬頼之 - 有馬頼咸の七男